# 尤金·德考克
尤金·亞歷山大·德考克（1949年1月29日—）是一名南非前警察上校，曾負責刑求和暗殺等工作，活躍在種族隔離政府之下。德考克在新聞界的綽號為“絕對邪惡”（Prime Evil），他是南非警察局反叛亂組織C10的指揮官，在1980年代至1990年代初期間綁架、折磨和謀殺了許多反種族隔離活動家。其中，C10的受害者亦包括非洲人國民大會的黨員。
南非在1994年向民主過渡之後，德考克在真相與和解委員會作證時披露了C10的全部罪行。1996年，他因89項罪名而被審判及裁定有罪，判處212年監禁。自判決開始以來，德考克指責包括前國家總統弗雷德里克·威廉·戴克拉克在內的幾名種族隔離政府成員允許C10活動。

## 早年生活與服務
尤金·亞歷山大·德考克的父親是勞倫斯·沃斯盧·德考克（Lourens Vosloo de Kock），他是一名裁判官，也是前總理巴爾薩澤·約翰內斯·沃斯特的私人朋友。尤金的兄弟沃斯盧·沃斯埃·德考克（Vosloo "Vossie" de Kock）他被形容他為一名「安靜」且「不暴力」的男孩。他回憶父親作為一名阿非利卡人兄弟會成員，在他們小時候便向他們灌輸阿非利卡民族主義的意識形態，並向他們強調南非語的重要性。
德考克在年輕時便嚮往成為一名警員。1967年完成學校學業後，他進入軍中服兵役一年，服役地點為位在普利托利亞的陸軍軍官學校。在服役期間，他和軍校的其它六個連一同被派往羅德西亞與波札那之邊境對抗非洲民族議會的武裝鬥爭。服完兵役後，德考克作為一名南非防衛軍的步兵自軍校畢業。